# Stato d'emergenza in Irlanda
L'Emergenza (Ré na Práinne / An Éigeandáil) fu uno stato di emergenza in Irlanda durante la seconda guerra mondiale, in cui la maggior parte dell'Irlanda rimase neutrale. Venne proclamato dal Dáil Éireann il 2 settembre 1939, consentendo l'approvazione dell'Emergency Powers Act 1939 da parte dell'Oireachtas il giorno successivo. Ciò conferì ampi poteri al governo, inclusi l'internamento, la censura della stampa e della corrispondenza e il controllo dell'economia. L'Emergency Powers Act scadde il 2 settembre 1946, sebbene l'Emergenza non sia stata formalmente conclusa fino al 1976.

## Antefatti
Il 6 dicembre 1922, in seguito al Trattato anglo-irlandese che pose fine alla guerra d'indipendenza, l'isola d'Irlanda divenne un dominion autonomo, noto come Stato Libero d'Irlanda. Il 7 dicembre 1922, il parlamento delle sei contee nord-orientali, già note come Irlanda del Nord, votò per uscire dallo Stato Libero d'Irlanda e ricongiungersi al Regno Unito. Questa soluzione del Trattato venne immediatamente seguita dall'aspra guerra civile irlandese tra le fazioni favorevoli al Trattato e quelle contrarie al Trattato dell'Irish Republican Army (IRA).
Dopo il 1932, il partito di governo del nuovo stato fu il Fianna Fáil repubblicano, guidato da Éamon de Valera (un veterano delle guerre irlandesi e della rivolta di Pasqua). Nel 1937, de Valera introdusse una nuova costituzione, che allontanò ulteriormente lo stato dal Regno Unito e che cambiò il suo nome in "Irlanda". Aveva anche condotto la guerra commerciale anglo-irlandese tra il 1932 e il 1938.
De Valera aveva buoni rapporti con il primo ministro britannico, Neville Chamberlain. Egli risolse le divergenze economiche tra i due paesi e negoziò la restituzione dei Porti del Trattato—Berehaven, Cobh e Lough Swilly—che erano rimasti sotto la giurisdizione britannica ai sensi del trattato anglo-irlandese del 1921. Il principale disaccordo rimanente tra i paesi era lo status dell'Irlanda del Nord. Gli irlandesi lo vedevano come legittimo territorio irlandese mentre il Regno Unito lo vedeva come legittimo territorio britannico. All'interno della stessa Irlanda, l'opposizione armata alla soluzione del trattato prese il nome di IRA anti-trattato, vedendosi come il "vero" governo dell'Irlanda. Quest'IRA organizzò un'importante campagna di sabotaggio/bombardamento esclusivamente in Inghilterra dal gennaio 1939 al marzo 1940 - il Piano S nel 1939. Questi attacchi consistevano in circa 300 esplosioni/atti di sabotaggio e provocarono 10 morti e 96 feriti.

## Dichiarazione dell'Emergenza

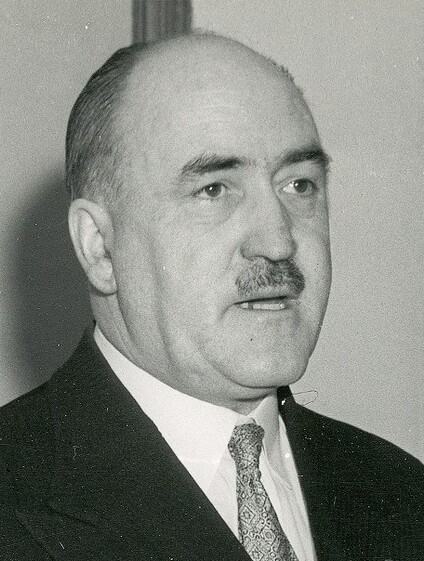
Frank Aiken, Ministro per il coordinamento delle misure difensive, 1939-1945

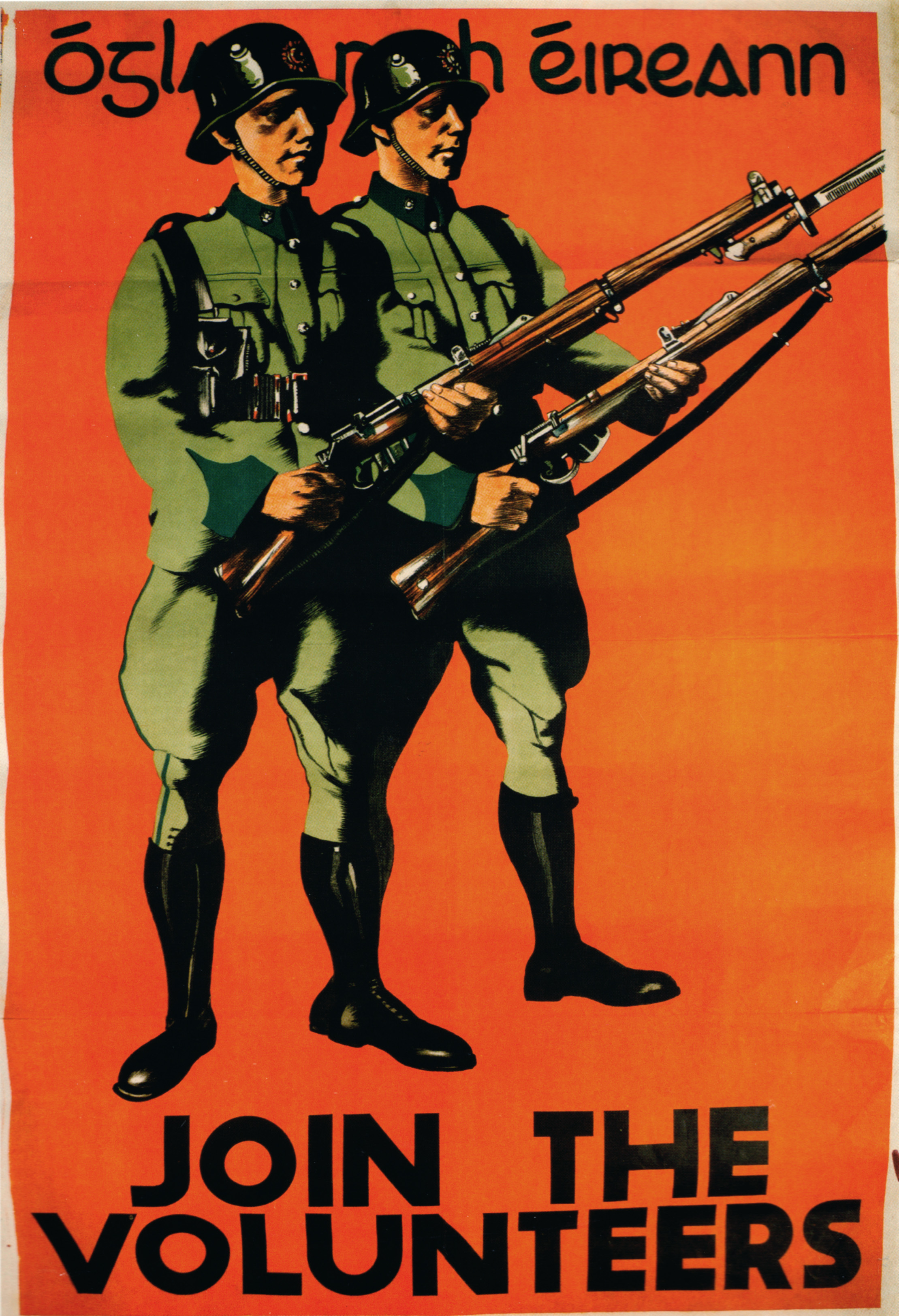
Manifesto di reclutamento per le forze di riserva dei volontari, 1939.

Il 1 settembre 1939, le truppe tedesche dall'ovest e le truppe dell'Unione Sovietica dall'est invasero la Polonia, scatenando la guerra con il Regno Unito e la Francia e i loro alleati. Il 2 settembre, de Valera disse al Dáil Éireann (la camera bassa del parlamento) che la neutralità era la migliore politica per il paese. In ciò venne quasi universalmente sostenuto dal Dáil e dal paese in generale (anche se molti si unirono all'esercito britannico). La costituzione del 1937 venne emendata per consentire al governo di assumere poteri di emergenza, e poi venne approvato l'Emergency Powers Act 1939, che includeva la censura della stampa e la corrispondenza postale. Il governo fu in grado di prendere il controllo della vita economica del paese sotto il nuovo ministro dell'approvvigionamento Seán Lemass. Venne fatto un uso liberale di tutti questi poteri. L'internamento di coloro che avevano commesso un crimine o stavano per commetterne uno sarebbe stato ampiamente utilizzato contro l'IRA. La censura era sotto la responsabilità del ministro per il coordinamento delle misure difensive, Frank Aiken. Era necessario impedire la pubblicazione di materiale che potesse minare la neutralità dello Stato e impedire che diventasse un punto di smistamento per l'intelligence straniera, anche se durante il periodo dell'emergenza la legge iniziò ad essere utilizzata per scopi più partitici, come prevenire la pubblicazione del numero di soldati irlandesi che prestavano servizio nelle forze armate del Regno Unito o controversie sindacali all'interno dello Stato, anch'esso attentamente controllato. De Valera svolse le funzioni di ministro degli Affari Esteri, sebbene il segretario del Dipartimento degli Affari Esteri, Joseph Walshe, fosse molto influente.

## Politica di neutralità
Sulla dichiarazione dell'emergenza, Walshe chiese assicurazioni al ministro tedesco a Dublino, Eduard Hempel, che la Germania non avrebbe utilizzato la sua legazione per spionaggio né attaccato il commercio irlandese con la Gran Bretagna. Si recò poi a Londra il 6 settembre, dove incontrò il segretario dei dominion, Anthony Eden, che fu conciliante e difese la neutralità irlandese nelle successive riunioni di governo. Inoltre, venne concordata la nomina di Sir John Maffey come rappresentante britannico a Dublino.
Per il governo irlandese, neutralità significava non mostrare allineamento con nessuna delle due parti. Da un lato, ciò significava l'annuncio aperto di attività militari come l'avvistamento di sottomarini o l'arrivo di paracadutisti e la soppressione di qualsiasi attività d'intelligence straniera. La posizione geografica dell'Irlanda significava che questa politica (che era, secondo la maggior parte degli storici, applicata in modo completo e coerente) tendeva a favorire gli Alleati più della Germania. Ad esempio, gli aviatori britannici che si schiantavano nello Stato potevano essere liberi se potevano affermare di non essere stati in missione di combattimento; altrimenti venivano rilasciati "su licenza" (promessa di rimanere). Molti scelsero di fuggire in Gran Bretagna attraverso l'Irlanda del Nord. Inoltre, ai meccanici alleati venne permesso di recuperare gli aerei alleati precipitati. C'era un'ampia cooperazione tra i servizi segreti britannici e irlandesi e lo scambio di informazioni come bollettini meteorologici dettagliati dell'Oceano Atlantico; la decisione di procedere con gli sbarchi del D-day fu influenzata da un bollettino meteorologico di Blacksod Bay, nella contea di Mayo.
D'altra parte, nei primi anni di guerra, il governo non mostrò alcuna preferenza aperta per nessuna delle due parti. Ciò è in parte dovuto al fatto che de Valera doveva mantenere l'unità nazionale, il che significava accogliere l'ampia fascia della società irlandese che rifiutava qualsiasi cosa avesse a che fare con gli inglesi, alcuni dei quali ammiravano la Germania (che aveva fallito nel tentativo di rifornire un piccolo deposito di armi ai ribelli del 1916) in una certa misura. Questi atteggiamenti furono condivisi da Aiken e da Walshe. Molti, inclusi de Valera e Richard Mulcahy, stimavano che le simpatie popolari irlandesi favorissero la Germania a causa dell'ostilità anti-britannica, e de Valera temeva che unirsi agli Alleati avrebbe spinto l'opinione pubblica completamente verso i tedeschi. Il governo del Fianna Fáil, guidato da de Valera, governava da solo e non accoglieva nessun altro partito nel processo decisionale.

## L'IRA e l'Emergenza
Nei primi mesi dell'emergenza, la minaccia maggiore per lo Stato arrivò dall'IRA. Nell'incursione di Natale del 1939, l'IRA rubò un milione di munizioni dall'esercito irlandese (sebbene la maggior parte venne recuperata nelle settimane successive) e ci furono numerosi omicidi, per lo più di poliziotti. Inoltre, la legislazione di emergenza esistente venne minata dall'ottenimento di un atto di habeas corpus da parte di Seán MacBride, che portò alla liberazione di tutti coloro che erano stati internati. Il governo rispose con gli Offences Against the State Acts del 1939 e del 1940, che istituirono il Tribunale penale speciale, e arrestarono nuovamente ed internarono gli attivisti dell'IRA.
Durante questo periodo due uomini dell'IRA morirono a seguito di scioperi della fame - chiedendo la libera associazione e il trasferimento di due prigionieri (i volontari dell'IRA Nicky Doherty della contea di Meath e John Dwyer) dall'ala criminale all'area repubblicana all'interno della prigione (prigione di Mountjoy). Il 17 febbraio 1940 Tony D'Arcy venne arrestato e condannato a tre mesi per essersi rifiutato di rendere conto dei suoi movimenti e per non aver fornito nome e indirizzo. L'IRA Volunteer D'Arcy morì a seguito di uno sciopero della fame di 52 giorni (16 aprile 1940) a l'età di 32 anni. Al momento della sua morte D'Arcy lasciò moglie e tre figli piccoli. Il 29 dicembre 1939 Jack McNeela e molti altri vennero arrestati a sud di Dublino in un luogo in cui operava un trasmettitore radio illegale. McNeela e altri tre uomini dell'IRA vennero imprigionati nella prigione di Mountjoy, processati (e giudicati colpevoli) da un tribunale militare per "cospirazione per usurpare una funzione di governo" gestendo una stazione radio pirata repubblicana filo-irlandese, con McNeela condannato a due anni di reclusione. Senza concessioni da parte del governo dello Stato Libero d'Irlanda, McNeela morì il 19 aprile 1940 dopo 55 giorni di sciopero della fame nell'ala militare dell'ospedale militare di St. Bricin, a Dublino.
Due uomini dell'IRA (Patrick McGrath e Thomas Harte) vennero giustiziati per l'omicidio di due poliziotti nel settembre 1940. L'IRA divenne sempre più inefficace di fronte all'uso risoluto dell'internamento, alla rottura degli scioperi della fame, all'applicazione dell'impiccagione per reati capitali. Un totale di sette uomini dell'IRA vennero giustiziati in Irlanda tra il settembre 1940 e il dicembre 1944: Patrick McGrath, Thomas Harte, Richard Goss, George Plant e Maurice O'Neill vennero fucilati, mentre altri due vennero impiccati - Tom Williams nella Crumlin Road Gaol, a Belfast e Charlie Kerins nel carcere di Mountjoy, Dublino. Maurice O'Neill e Richard Goss furono le uniche persone giustiziate dallo stato irlandese per un reato non di omicidio.
Durante il 1941, le speranze dell'IRA di un'invasione tedesca erano svanite e i finanziamenti dagli Stati Uniti erano stati interrotti. La leadership dell'IRA venne per lo più internata all'interno del Curragh Camp, dove venne trattata sempre più duramente, o in fuga. La maggior parte degli internati accettò il rilascio sulla parola. L'IRA rimase a malapena attiva nell'Irlanda del Nord, ma non rappresentava una minaccia per la stabilità dell'Irlanda. L'IRA promosse legami con l'intelligence (l'Abwehr) ed il Ministero degli Esteri tedeschi, con uomini come Francis Stuart che si recavano in Germania per parlare, sebbene questi tentativi fossero in gran parte inefficaci a causa di una combinazione dell'incompetenza dell'Abwehr e del Ministero degli Esteri tedesco e della debolezza dell'IRA. Anche i tedeschi vennero in Irlanda,dei quali il più degno di nota fu Hermann Görtz, che venne catturato in possesso del "Piano Kathleen", un piano dell'IRA che dettagliava un'invasione dell'Irlanda del Nord supportata dai tedeschi.

## Irlanda e Regno Unito (1939-1941)
C'era una riluttanza da parte degli inglesi ad accettare la politica di neutralità irlandese. Anthony Eden, segretario dei dominion nel nuovo gabinetto di guerra britannico, disse: "non vogliamo riconoscere formalmente l'Eire come neutrale mentre l'Eire rimane un membro del Commonwealth britannico" poiché ciò, secondo lui, sarebbe stato in conflitto con la "teoria costituzionale dell'indivisibilità della corona". Un punto di vista prevalente nel Regno Unito era che l'Irlanda fosse obbligata a sostenere il Regno Unito nella guerra. Winston Churchill disse all'epoca che "l'Irlanda del Sud è in guerra, ma si nasconde".
Dopo l'invasione tedesca della Norvegia nell'aprile 1940, Churchill divenne primo ministro britannico. La caduta della Francia nel giugno 1940 portò la guerra vicino all'Irlanda, poiché le truppe tedesche occuparono la costa francese attraverso il Mare Celtico.
Il Regno Unito era ora l'unico grande ostacolo alla Germania. Una delle principali preoccupazioni britanniche era ora se la Germania avrebbe invaso l'Irlanda. Il punto di vista britannico era che l'esercito irlandese non fosse abbastanza potente da resistere a un'invasione abbastanza a lungo per il rinforzo dal Regno Unito, in particolare con l'IRA come potenziale quinta colonna, e desiderava essere in grado di prevenirlo stazionando truppe e navi all'interno dello stato irlandese. Inoltre, questa visione rendeva il Regno Unito riluttante a fornire rifornimenti militari a causa del rischio che cadessero nelle mani dei tedeschi dopo un'invasione. Il punto di vista del governo irlandese era che avrebbero avuto più successo contro i tedeschi rispetto agli stati già occupati, non ci sarebbe stato alcun accordo per misure militari congiunte mentre la spartizione continuava e non si sarebbero impegnati oltre la neutralità per l'intera isola se fosse finita.

## Il rifiuto dell'unificazione
Nel giugno 1940, il rappresentante britannico in Irlanda, Maffey, insistette affinché "l'unità strategica del nostro gruppo insulare" avesse la precedenza sull'unionismo dell'Ulster e Churchill chiarì che non doveva essere intrapresa alcuna azione militare contro l'Irlanda. Il ministro della Sanità britannico, Malcolm MacDonald, che aveva negoziato l'accordo commerciale del 1938 con l'Irlanda come segretario di Stato per gli affari dei dominion, venne inviato a Dublino per esplorare le possibilità con de Valera. Da questi Chamberlain produsse una proposta in sei punti che impegnava il governo del Regno Unito a un'Irlanda unita e proponeva la creazione di un organismo congiunto per ottenere questo risultato. Sarebbe stato istituito immediatamente un Consiglio congiunto di difesa e lo Stato sarebbe stato dotato di equipaggiamento militare. In cambio lo Stato si sarebbe unito agli Alleati e avrebbe internato tutti gli stranieri tedeschi e italiani. Respinta dal governo irlandese, la proposta venne poi modificata per rafforzare i passi verso un'Irlanda unita e non richiedere più all'Irlanda di unirsi alla guerra, ma solo per invitare le forze britanniche ad utilizzare basi e porti irlandesi. De Valera respinse la proposta rivista il 4 luglio e non presentò alcuna controproposta.
Uno dei motivi sarebbe stato il difficile calcolo di quanto dannosa sarebbe stata l'inevitabile scissione in Irlanda se tale proposta fosse stata accettata. Uno dei motivi principali era che il governo irlandese pensava che il Regno Unito avrebbe perso la guerra e non voleva essere dalla parte dei perdenti: durante i negoziati Walshe aveva prodotto due memorandum per de Valera (uno intitolato Britain's Inevitable Defeat) che prevedeva l'isolamento della Gran Bretagna, lo smembramento del suo impero e infine il suo inevitabile schiacciamento da parte della Germania. Walshe scrisse anche con approvazione del carattere del governo Pétain. I memorandum di Walshe colpirono de Valera, con lui che disse a MacDonald che la Gran Bretagna "non poteva distruggere questa colossale macchina [tedesca]". Tuttavia, dal maggio 1940, Walshe e Col Liam Archer dell'Irish Military Intelligence discussero la difesa dell'Irlanda in caso di invasione tedesca con le controparti nell'Irlanda del Nord e venne sviluppato un piano strategico generale per l'azione militare oltre confine del Regno Unito, il "Piano W", "se invitato".

## I porti e le spedizioni

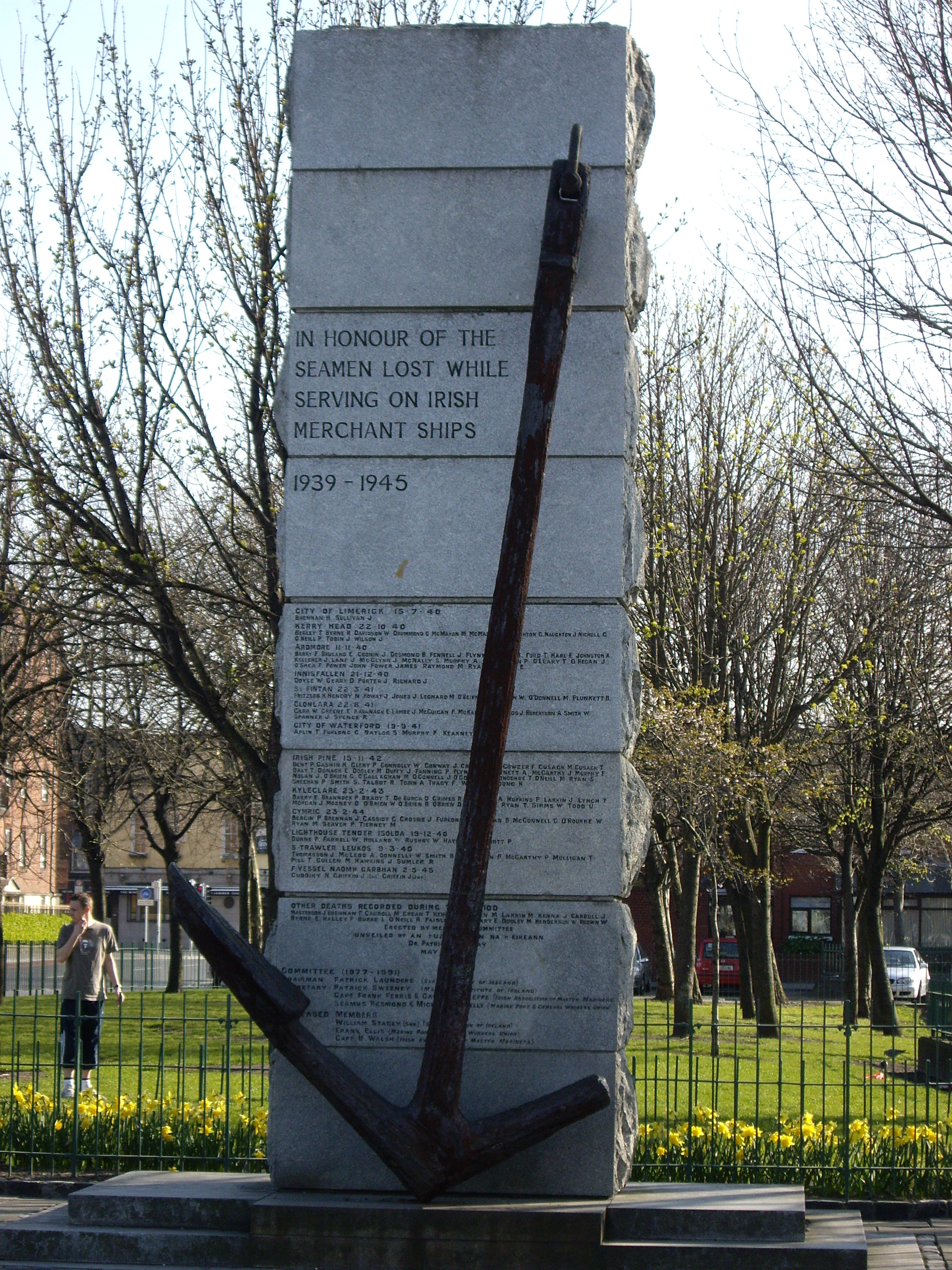
Un memoriale eretto a Dublino nel 1991 per i membri della marina mercantile irlandese persi durante l'Emergenza

La grande maggioranza del commercio irlandese era con il Regno Unito e la maggior parte delle sue forniture provenivano da lì. Ciò creò grandi difficoltà per il governo irlandese mentre la Germania cercava di bloccare il Regno Unito. Inoltre, il Regno Unito richiedeva alle navi irlandesi di operare secondo il loro sistema navicert. Nel settembre 1940 fallì un accordo congiunto sul commercio, le spedizioni e le esportazioni: "il principale punto critico tra le due parti erano i prezzi offerti dalla Gran Bretagna" a causa del rifiuto di consentire il trasbordo e le strutture di riparazione a seguito della pressione tedesca, inclusa la minaccia di bloccare l'Irlanda e il bombardamento di Ambrosetown e Campile nella contea di Wexford. Nell'autunno del 1940, la minaccia di un'invasione tedesca era diminuita, ma le relazioni tra il Regno Unito e l'Irlanda si deteriorarono, in gran parte a causa delle maggiori perdite di navi alleate per l'attacco degli U-Boot. Per cercare di prevenire alcune di queste perdite, il Regno Unito voleva basi marittime e aeree nell'Irlanda occidentale. Il 5 novembre, alla Camera dei Comuni, Churchill si lamentò:
Il governo irlandese scelse d'interpretare questa frase come una minaccia d'invasione. Una sorta di occupazione armata era una possibilità reale (il Regno Unito aveva occupato l'Islanda nel maggio 1940), ma l'equilibrio delle prove è che non ci fu mai una seria minaccia. Grandi elementi del gabinetto e del governo britannico e quelli dei suoi alleati erano contrari a qualsiasi intervento armato in Irlanda; tuttavia, tra la fine del 1940 e l'inizio del 1941, le relazioni tra i due paesi peggiorarono. Gli inglesi smisero di informare l'Irlanda del loro ordine di battaglia nell'Irlanda del Nord, mentre l'esercito irlandese elaborava piani di difesa contro gli inglesi. Il Regno Unito iniziò anche a limitare il commercio con l'Irlanda, ragionando che se l'Irlanda non avesse fatto nulla per proteggere la vita di coloro che portavano rifornimenti, avrebbe dovuto almeno condividere le privazioni subite nel Regno Unito. Le relazioni tra i due paesi si allentarono davvero solo a metà del 1941, con l'invasione dell'Unione Sovietica da parte della Germania e un accordo per consentire all'immigrazione irlandese in Gran Bretagna di lavorare nelle industrie belliche, che fino a 200.000 irlandesi lo fecero entro il 1945.

## Economia
Solo dal 2000 venne studiata l'economia irlandese in tempo di guerra, lontano dalle grandi questioni della diplomazia e della guerra. Essendo ancora ampiamente dipendenti dalla Gran Bretagna per il carbone, i manufatti e gli oli combustibili, le forniture di questi vennero ridotte dopo la caduta della Francia a metà del 1940, causando l'inflazione dei prezzi e un vivace mercato nero. Si diceva che "i poveri sono come topi braccati in cerca di pane", poiché le scorte di grano diminuivano e che l'introduzione del razionamento completo era "seriamente tardiva". Riapparve il tifo e il governo iniziò a pianificare per alleviare la carestia alla fine del 1941. John Betjeman, l'addetto stampa britannico a Dublino, riferì "Niente carbone. Niente benzina. Niente gas. Niente elettricità. Niente paraffina. Guinness bene." Nel marzo 1942 il governo vietò l'esportazione di birre e decise di coltivare più grano e meno orzo. La prospettiva di una carenza di birra portò a baratti in base ai quali la Gran Bretagna forniva grano adatto alla produzione di farina di pane e carbone e in cambio l'Irlanda consentiva l'esportazione di birre. "Questi rifornimenti dovevano mantenere a galla l'Irlanda neutrale durante la seconda guerra mondiale e consentire la continuazione della neutralità irlandese".

## L'Irlanda e gli Stati Uniti
All'inizio della seconda guerra mondiale, il presidente degli Stati Uniti era Franklin Roosevelt. Gli Stati Uniti erano neutrali e le azioni di Roosevelt erano circoscritte dalla legislazione sulla neutralità; tuttavia, Roosevelt era un veemente antinazista, un inequivocabile sostenitore del Regno Unito durante la guerra e personalmente vicino a Churchill. Il ministro degli Stati Uniti in Irlanda era David Gray, un amico personale di Roosevelt e di sua moglie Eleanor. De Valera vedeva gli Stati Uniti come un baluardo contro l'invasione di qualsiasi parte, mentre gli Stati Uniti consideravano prioritario il sostegno della Gran Bretagna nella guerra e quindi, pur sostenendo la neutralità irlandese, erano scettici sul fatto che si estendesse a tutta l'isola e volevano un accordo da essere effettuato con il Regno Unito sui porti, possibilmente attraverso il loro affitto.
La vendita di armi era un grosso problema. La dichiarazione di guerra impediva legalmente agli Stati Uniti di vendere qualsiasi arma ai belligeranti secondo le leggi in vigore all'epoca; ciò portò l'Irlanda a essere brevemente considerata come un possibile canale per la vendita di armi per aggirare la legge. Tuttavia, nel novembre 1939 il Congresso accettò di modificare la legge per consentire la vendita di armi a tutti i belligeranti su base cash and carry. Tuttavia, il governo irlandese voleva che gli Stati Uniti vendessero loro le armi. Ciò venne sostenuto da Gray e dal governo britannico, ma solo se non a scapito della propria dotazione. Di conseguenza, nel 1940 tutte le armi statunitensi in eccedenza vennero vendute al Regno Unito e al Canada.
Il forte sostegno del Regno Unito da parte dell'amministrazione Roosevelt portò il governo irlandese a cercare di rafforzare l'opinione isolazionista anti-Roosevelt nelle elezioni presidenziali del novembre 1940 e una trasmissione radiofonica di Natale di de Valera negli Stati Uniti a sostegno dell'isolazionismo. Un tentativo di influenzare l'emissario speciale di Roosevelt, Wendell Willkie, in visita in Gran Bretagna e Irlanda nel gennaio 1941, fallì. In un ulteriore tentativo di ottenere armi dagli Stati Uniti, de Valera decise che Aiken avrebbe dovuto visitare Washington. Gray sostenne l'idea di una visita, ma aveva dubbi sul fatto che Aiken fosse la persona giusta per farla e sottolineò che gli irlandesi avrebbero potuto ottenere armi solo se avessero collaborato con la British Purchasing Commission. Aiken lasciò l'Irlanda nel marzo 1941. Per il suo discorso del giorno di San Patrizio, de Valera affermò che l'Irlanda era sotto blocco da entrambe le parti e che la neutralità proteggeva l'Irlanda dai "pericoli dell'avventura imperiale". La visita di Aiken fu disastrosa. Le sue opinioni anti-britanniche e, agli occhi degli americani, la sopravvalutazione delle capacità militari dell'Irlanda attraversarono tutte le politiche dell'amministrazione verso la guerra. Oltre ad alienare Roosevelt e altri membri dell'amministrazione, non riuscì a utilizzare le lettere di presentazione agli alti democratici, inclusa Eleanor Roosevelt, fornitegli da Gray. Aiken trascorse le ultime sette settimane della sua visita in quello che venne visto come un giro di conferenze contro l'amministrazione, associandosi strettamente all'opinione isolazionista. Il risultato fu che gli Stati Uniti non vendettero alcun armamento allo Stato e le relazioni tra i due paesi peggiorarono significativamente, gli Stati Uniti divennero ancora più inequivocabili nel loro sostegno al Regno Unito. Nell'ottobre 1941, dopo aver ricevuto una nota dal governo irlandese che chiedeva le sue intenzioni riguardo all'Irlanda del Nord sullo stazionamento del personale associato al prestito-locazione, il Dipartimento di Stato degli Stati Uniti li indirizzò al governo britannico poiché l'Irlanda del Nord era, insistettero, parte del Regno Unito.

## Eventi significativi

### Il blitz di Belfast
Nel frattempo, l'Irlanda del Nord (come parte del Regno Unito) era in guerra e i cantieri navali Harland and Wolff a Belfast erano tra gli obiettivi strategici dell'attacco tedesco. La Luftwaffe effettuò un bombardamento su Belfast il 7 aprile 1941; morirono otto persone. Il 15 aprile 1941, 180 bombardieri della Luftwaffe attaccarono Belfast. C'era solo uno squadrone RAF e sette batterie antiaeree per difendere Belfast. Vennero sganciate oltre 200 tonnellate di esplosivo, 80 mine antiuomo attaccate a paracadute e 800 bombolette incendiarie. Ci furono oltre 1.000 morti e vennero danneggiate 56.000 case (più della metà del patrimonio abitativo della città), lasciando 100.000 persone temporaneamente senza casa. Alle 4.30 Basil Brooke, ministro del Commercio dell'Irlanda del Nord, chiese assistenza a de Valera. Nel giro di due ore, 13 pompieri provenienti da Dublino, Drogheda, Dundalk e Dún Laoghaire erano in viaggio per attraversare il confine irlandese ed assistere i loro colleghi di Belfast. De Valera proseguì con il suo discorso "loro sono la nostra gente". Sebbene ci sia stato un'incursione successiva il 4 maggio, essa venne limitata ai moli e ai cantieri navali.

### Il bombardamento di Dublino
Il 2 gennaio 1941 c'erano stati diversi piccoli bombardamenti tedeschi sul territorio irlandese. Ci furono tre morti a Borris, nella contea di Carlow e altri incidenti a Wexford, Dublino e al Curragh. L'umore pubblico era già agitato, temendo un'invasione tedesca e le implicazioni dei bombardamenti si aggiungevano alla preoccupazione. Per non inimicarsi ulteriormente i tedeschi, le autorità irlandesi inizialmente rifiutarono di confermare che le bombe fossero tedesche. La speculazione pubblica e le affermazioni dell'IRA, secondo cui le bombe erano britanniche, o tedesche ma sganciate da aerei britannici, in seguito spinsero il governo irlandese a smentire.
Nella notte tra il 30 e il 31 maggio 1941, il Northside di Dublino fu l'obiettivo di un'incursione aerea della Luftwaffe. Ci furono trentotto morti e settanta case distrutte a Summerhill Parade, North Strand e North Circular Road. A differenza dei precedenti bombardamenti, non c'era alcuna speculazione pubblica che gli autori fossero altri oltre alla Luftwaffe. Il governo irlandese protestò prontamente e la Germania si scusò sostenendo che la colpa era dei forti venti o che ci fosse stata un'interferenza britannica con i segnali di navigazione. Churchill in seguito ammise che le incursioni avrebbero potuto essere il risultato di un'invenzione britannica che distorceva i raggi di guida radio della Luftwaffe in modo da far deviare i loro aerei dalla rotta. All'epoca Dublino aveva regolamenti limitati sugli oscuramenti, quindi la città era chiaramente visibile, a differenza delle città britanniche.
Il 3 ottobre, l'agenzia di stampa tedesca annunciò che il governo tedesco avrebbe pagato un risarcimento, ma solo la Germania Ovest lo pagò dopo la guerra, utilizzando denaro Marshall Aid.

### Gli Alleati e la neutralità
- Nel giugno 1940, per incoraggiare lo stato irlandese neutrale ad unirsi agli Alleati, Churchill indicò a de Valera che il Regno Unito avrebbe spinto per l'unità irlandese, ma credendo che Churchill non potesse mantenere la promessa, de Valera rifiutò l'offerta.[45] Gli inglesi non informarono il governo dell'Irlanda del Nord di aver fatto l'offerta al governo di Dublino e il rifiuto di de Valera non venne reso pubblico fino al 1970.
- Quando, nel 1941, la polizia irlandese scoprì il Fall Grün 2 in una residenza dove aveva soggiornato l'agente tedesco Hermann Görtz, gli irlandesi prontamente ne passarono copie all'MI5 a Londra, che a sua volta l'inoltrò alla Royal Ulster Constabulary (RUC) a Belfast. Vennero quindi elaborati piani d'azione congiunti tra i servizi segreti britannici e irlandesi e militari nell'ambito del Piano W.
- Il generale McKenna, capo di stato maggiore dell'esercito irlandese, visitava regolarmente gli ufficiali britannici a Belfast e nel 1942 dodici ufficiali irlandesi si addestrarono con le forze speciali britanniche a Poyntzpass, nella contea di Armagh. La cooperazione non finì qui e includeva anche la segnalazione britannica attraverso le linee del GPO quando riteneva che gli aerei tedeschi fossero diretti verso l'Irlanda.[46]
- Dal dicembre 1940 in poi il governo di Dublino accettò di accettare oltre 2000 donne e bambini evacuati da Londra britannici a causa de "The Blitz". Questi sfollati includevano oltre duecento bambini resi orfani dai bombardamenti.[N 4]
- Gli attacchi alle navi irlandesi, come quello alla Kerlogue, che gli inglesi avevano inizialmente attribuito ai tedeschi, ma in seguito ammisero la responsabilità e si offrirono di pagare un risarcimento quando vennero scoperti frammenti di munizioni britanniche incorporate nella nave.[48] La nave era stata attaccata da aerei del No. 307 Polish Night Fighter Squadron, dopo essere stato scambiato per una nave francese.[49]
- L'estrazione mineraria del Canale di San Giorgio entro 7 miglia (11 km) dalla costa irlandese a Dungarvan e l'uso delle acque irlandesi per la navigazione del traffico britannico.[50]
- Londra venne informata quando venivano avvistati gli U-Boot.[51]
- Il Corridoio del Donegal consentiva agli idrovolanti britannici situati sul Lough Erne di prendere una scorciatoia sul territorio irlandese durante il volo di pattugliamento sull'Atlantico.[52][53] Il Catalina che individuò la Bismarck quando si stava dirigendo verso la Francia nel 1941 ne fu un esempio.[54]
- Durante la guerra, l'Irish Air Corps abbatté dozzine di palloni da sbarramento britannici fuggiti.
- Un peschereccio armato britannico, il Robert Hastie, era di stanza a Killybegs, dal giugno 1941, per compiti di soccorso aereo/marittimo (ASR).[53]
- La decisione di procedere con gli sbarchi del D-day venne decisa, in parte, da un bollettino meteorologico della baia di Blacksod, nella contea di Mayo.[55]
- Diversi membri dell'equipaggio alleato che si schiantarono o sbarcarono in Irlanda vennero internati anche se molti vennero rimpatriati in Gran Bretagna o Irlanda del Nord, soprattutto dopo il 1942.[56] L'ultima uscita risale al giugno 1944.[57]
- De Valera protestò a gran voce con il governo americano per la sua "invasione dell'Irlanda" quando le truppe statunitensi erano sbarcate nell'Irlanda del Nord.[58]
- Alla morte di Roosevelt, de Valera organizzò un servizio di commemorazione nella Procattedrale di Santa Maria (cattolica). L'ambasciatore, David Gray, dichiarò che non avrebbe partecipato a meno che non si fosse tenuta nella Cattedrale di San Patrizio (Chiesa d'Irlanda), a Dublino. Walsh cercò di contattare l'ambasciatore, ma gli venne detto che Gray non era disponibile. Non si tenne nessuno dei due servizi. Poiché l'ambasciatore non sarebbe stato disponibile a ricevere le condoglianze, de Valera inviò il suo segretario a porgere le sue condoglianze piuttosto che cercare di consegnarle di persona. De Valera ordinò quindi che le bandiere fossero abbassate a mezz'asta in segno di rispetto per il defunto presidente.[58]

### L'Asse e la neutralità
- I piloti tedeschi, l'equipaggio di volo e il personale navale scoperti in Irlanda vennero sempre internati e rimasero tali per tutta la durata del conflitto.[N 5] Un prigioniero tedesco venne colpito mentre cercava di fuggire dal campo di prigionia di Oldcastle.[61]
- Nel luglio 1940, tre agenti tedeschi dell'Abwehr vennero arrestati fuori Skibbereen dopo essere atterrati vicino a Castletownshend, nella contea di Cork. La missione degli agenti era quella d'infiltrarsi in Gran Bretagna attraverso l'Irlanda.
- Ralph Ingersoll, che visitò la Gran Bretagna alla fine del 1940, scrisse quell'anno che "Molte persone informate in Gran Bretagna sospettano che i sottomarini [tedeschi] stiano usando basi in Irlanda. Ci sono molte storie di equipaggi di sottomarini visti nei caffè di Dublino senza uniforme."[62]
- La spia principale dell'Abwehr in Irlanda era Hermann Görtz. Vennero schierate circa 12 spie, per lo più con scarso successo, tra cui Günther Schütz, Ernst Weber-Drohl (un ex uomo forte del circo) e Henry Obed, un indiano.
- Le attività degli agenti tedeschi in Irlanda durante gli anni della guerra e i loro tentativi di contattare e corteggiare sia l'IRA che il personale disinteressato dell'esercito irlandese. Molti di questi agenti, se non tutti, vennero catturati/smascherati.
- L'ambasciatore tedesco presso la legazione tedesca a Dublino, Eduard Hempel, si fece confiscare la radio nel 1943 per impedirgli di trasmettere informazioni ai suoi capi. Si pensa che ciò sia avvenuto su insistenza delle forze americane di stanza nell'Irlanda del Nord. Hempel aveva trasmesso la forza dell'esercito irlandese e i movimenti delle truppe a Berlino durante la guerra, e si pensa che abbia anche trasmesso i bollettini meteorologici alle corazzate tedesche Scharnhorst e Gneisenau nel febbraio 1942. L'esercito britannico aveva intercettato e registrato le sue trasmissioni.[63]
- L'attacco siluro dell'U-Boot che affondò la nave SS Irish Oak il 19 maggio 1943. De Valera disse che "è stato un atto sfrenato e imperdonabile. Non c'era possibilità di errore, le condizioni di visibilità erano buone e i segni neutrali sulle nostre navi erano chiari. Non è stato dato alcun avviso."[N 6][64]
- Il bombardamento di North Strand il 31 maggio 1941[65] e altri avvenuti a Malin, nella contea di Donegal il 5 maggio 1941, e Arklow il 1º giugno 1941.[66]
- Ripetuti tentativi di offrire armi britanniche catturate a de Valera se si fosse schierato con i tedeschi.[67]

## Relazioni con la Germania
Nel perseguimento della sua politica di neutralità, il governo irlandese rifiutò di chiudere le ambasciate tedesca e giapponese. Nel 1939, il governo tedesco aveva pochissime informazioni su Irlanda e Gran Bretagna. Questo perché Hitler aveva sperato in una distensione o in un'alleanza con la Gran Bretagna, che considerava gli "alleati naturali" della Germania nazista. Quando intorno al 1939-1940 iniziarono gli sforzi concertati per costruire un quadro affidabile della forza militare britannica, vennero fatti i primi tentativi per infiltrare spie in Gran Bretagna attraverso l'Irlanda, ma questi tentativi fallirono sistematicamente (vedi operazione Lobster e operazione Seagull). L'Abwehr tentò anche di promuovere collegamenti di raccolta di informazioni con l'IRA, ma scoprì che l'IRA non era in condizioni di essere di seria utilità: questi tentativi dovevano avvenire durante il periodo 1939-1943. L'esercito tedesco elaborò anche piani che descrivevano in dettaglio come sarebbe potuta avvenire un'invasione dell'Irlanda. Questi piani erano intitolati Fall Grün 2 e qualsiasi invasione doveva fungere da attacco diversivo a sostegno di un attacco principale per conquistare la Gran Bretagna, intitolato operazione Leone marino. Entrambi questi piani vennero accantonati nel 1942. Quando le truppe dello US Army iniziarono a stazionare nell'Irlanda del Nord nel 1942, il Fall Grün 2 venne ristampato perché c'era un timore tra l'Alto Comando tedesco (e il governo irlandese) che l'esercito americano potesse tentare un'invasione dell'Irlanda, dopo la sua occupazione dell'Islanda (dopo l'invasione britannica) e della Groenlandia nel 1941. Questi timori portarono ad un altro piano di intelligence - l'operazione Osprey - ma venne abbandonato quando la temuta invasione americana non ebbe luogo.
Anche gli inglesi avevano un piano per occupare l'intera isola come risposta a qualsiasi tentativo di invasione tedesca. Avevano sempre cercato di rassicurare privatamente de Valera che qualsiasi invasione delle loro truppe sarebbe stata solo su invito. Questo schema venne intitolato Piano W e vennero elaborati dettagli intricati con il governo e l'esercito irlandese su come reagire a un'invasione tedesca. L'esercito irlandese condivise i dettagli delle loro difese e capacità militari con gli inglesi e le truppe di stanza nell'Irlanda del Nord. Le rassicurazioni degli inglesi, tuttavia, non consolarono del tutto de Valera ed era spesso sospettoso, mentre le forze tedesche minacciavano ancora la Gran Bretagna, che gli inglesi potessero invadere il territorio dello Stato. Non sapeva che il primo ministro dell'Irlanda del Nord, Craigavon, stava esortando Londra a impadronirsi del porto di Cobh o che erano stati fatti tentativi per dividere il consenso sulla politica di neutralità. Concessioni come l'allentamento della rivendicazione sul Lough Swilly per consentire le pattuglie della marina e dell'aeronautica britannica contribuirono in qualche modo ad allentare la tensione. Quando la guerra si rivoltò contro la Germania nazista nella loro campagna orientale, e poiché l'Abwehr divenne sempre meno efficace, intorno al 1943-1944, le operazioni nell'isola d'Irlanda cessarono di interessare il governo e l'esercito tedesco e quindi gli inglesi. Nel complesso, durante il periodo l'obiettivo di de Valera fu il mantenimento della neutralità irlandese. Il perseguimento da parte delle autorità irlandesi di un'aggressiva campagna di internamento contro l'IRA, compreso l'arruolamento della Local Security Force (LSF), esecuzioni e azioni aggressive da parte della Irish Military Intelligence (G2)  significava che le attività della legazione tedesca a Dublino erano strettamente controllate e che i tentativi di infiltrare spie nel paese venivano rapidamente scoperti.
In occasione della morte di Adolf Hitler, de Valera fece una controversa visita a Hempel per esprimere solidarietà al popolo tedesco per la morte del Führer. Questa azione venne difesa come corretta data la neutralità dello stato. Sir John Maffey, il rappresentante britannico, commentò che le azioni di de Valera erano "non sagge ma matematicamente coerenti". Anche Douglas Hyde, presidente dell'Irlanda, inviò le sue condoglianze, un'azione che fece infuriare il ministro degli Stati Uniti poiché nessuna azione simile aveva avuto luogo alla morte del presidente Franklin D. Roosevelt o dell'ex primo ministro britannico David Lloyd George.

## Attitudine all'Olocausto
Elementi dell'opinione pubblica irlandese erano nettamente diversi nel trattamento delle potenze dell'Asse. Un editoriale di Limerick Leader nel 1945 osservava che "la campagna contro i criminali di guerra è stranamente limitata a coloro che combattono dalla parte sbagliata". Tuttavia continuava a dire che
le atrocità alleate non possono giustificare la mostruosa barbarie del Reich.
Secondo alcune fonti, sembra che ci fosse indifferenza ufficiale da parte dell'establishment politico nei confronti delle vittime ebree dell'Olocausto durante e dopo la guerra. Questo nonostante De Valera fosse a conoscenza dei crimini commessi contro le vittime ebree dell'Olocausto già nel 1943. Altre fonti riportano che De Valera era così consapevole nel 1942 e che da allora il governo cercò di ottenere il rilascio degli ebrei. Dopo la fine della guerra, i gruppi ebraici ebbero difficoltà a ottenere lo status di rifugiato per i bambini ebrei – mentre, allo stesso tempo, un piano per portare oltre quattrocento bambini cattolici dalla Renania non incontrò difficoltà. Il Dipartimento di Giustizia spiegò nel 1948 che:
È sempre stata la politica del ministro della Giustizia limitare l'ammissione di stranieri ebrei, in quanto qualsiasi aumento sostanziale della nostra popolazione ebraica potrebbe dar luogo a un problema antisemita.
Tuttavia, De Valera prevalse sul Dipartimento di Giustizia e i 150 bambini ebrei rifugiati vennero portati in Irlanda nel 1948. In precedenza, nel 1946, 100 bambini ebrei dalla Polonia vennero portati al castello di Clonyn, nella contea di Meath, da un ente di beneficenza ebraico londinese.

### Le vittime irlandesi dell'Olocausto
Esther Steinberg e suo figlio Leon, nato a Parigi e padre belga, furono le uniche vittime irlandesi conosciute dell'Olocausto, morendo ad Auschwitz dopo essere state trasportate lì da Parigi nel 1942.

## L'Emergenza nel dopoguerra
La riluttanza di De Valera a riconoscere una differenza tra la seconda guerra mondiale e le precedenti guerre europee venne illustrata dalla sua risposta a una trasmissione radiofonica del primo ministro britannico Churchill nel V-E Day. Churchill elogiò la moderazione della Gran Bretagna nel non occupare l'Irlanda per garantire gli approcci occidentali durante la Battaglia dell'Atlantico:
De Valera rispose a Churchill in un'altra trasmissione radiofonica, molto apprezzata quando venne trasmessa in Irlanda:
Il signor Churchill è orgoglioso della posizione isolata della Gran Bretagna, dopo la caduta della Francia e prima che l'America entrasse in guerra. Non potrebbe trovare nel suo cuore la generosità di riconoscere che c'è una piccola nazione che è rimasta sola non per un anno o due, ma per diverse centinaia di anni contro l'aggressione; che subì spoliazioni, carestie, massacri, in successione infinita; che è stato bastonato molte volte fino all'insensibilità, ma ogni volta al ritorno alla coscienza ha ripreso la lotta; una piccola nazione che non potrebbe mai accettare la sconfitta e non ha mai ceduto la sua anima?»

### La punizione dei disertori dell'esercito irlandese
A differenza di altri stati neutrali, l'Irlanda non introdusse un divieto generale per i suoi cittadini di optare per l'arruolamento straniero durante la guerra. Tuttavia, una seria preoccupazione del governo a questo proposito era il numero relativamente alto di soldati irlandesi che disertavano e lasciavano la giurisdizione. Si stima che tra i 4.000 e i 7.000 membri delle forze armate irlandesi abbiano disertato per unirsi alle forze armate delle nazioni belligeranti, la maggior parte in servizio nel British Army, nella Royal Air Force e nella Royal Navy.
Il 17 maggio 1945, il ministro della Difesa Oscar Traynor dichiarò di proporre d'introdurre una legislazione che avrebbe privato i disertori di ogni diritto "per molto tempo a venire" ad un impiego retribuito da fondi pubblici. La normativa in questione era l'Emergency Powers (No. 362) Order, che venne approvata l'8 agosto 1945. Ciò punì coloro che avevano disertato durante l'Emergenza in quattro modi:
- I disertori persero tutte le retribuzioni e le indennità per il periodo della loro assenza.
- Persero qualsiasi diritto alle pensioni che avrebbero potuto guadagnare a causa dei loro anni di servizio.
- Persero qualsiasi diritto alle indennità di disoccupazione normalmente disponibili per gli ex membri dell'esercito irlandese.
- Per un periodo di sette anni non poterono beneficiare di alcun impiego retribuito con fondi pubblici.

L'Ordine si applicava solo al personale che era stato chiamato in servizio attivo durante l'Emergenza o che si era arruolato "per la durata" dell'Emergenza e interessava 4.000 uomini.
Le ragioni del governo per l'approvazione dell'ordine vennero fornite come segue:
- Garantire che il personale che aveva servito fedelmente il Paese nelle forze di difesa avesse la prima possibilità di ottenere posti di lavoro presso le autorità statali e locali dopo la smobilitazione.
- Scoraggiare future diserzioni.
- Consentire ai disertori di essere trattati in modo economico e rapido, piuttosto che affrontare l'immensa spesa della corte marziale ogni uomo individualmente.

Il 18 ottobre 1945 Thomas F. O'Higgins si mosse per annullare l'ordine. Non condonò la diserzione, ma ritenne che l'ordine stesse assegnando specificamente una dura punizione a quei disertori che avevano prestato servizio nelle forze alleate. Anche il generale Richard Mulcahy si espresse contro l'Ordine, in disaccordo con il modo in cui si applicava agli uomini arruolati e non agli ufficiali. Tuttavia, nonostante le argomentazioni avanzate da O'Higgins e Mulcahy, il Dáil votò a favore dell'ordinanza.
Nella legge del 2013 sulle forze di difesa (amnistia e immunità della seconda guerra mondiale) venne emanata un'amnistia, che ammise che le sanzioni erano "ora considerate indebitamente dure" e offrì scuse alle persone colpite. Il ministro della Difesa, Alan Shatter, commentò che "è stato un tributo a quanto lontano siamo arrivati come società che una questione così delicata possa ottenere un sostegno praticamente unanime da tutte le parti del Dáil".
Nell'aprile 1995 il Taoiseach John Bruton rese omaggio a coloro che "si sono offerti volontari per combattere contro la tirannia nazista in Europa, almeno 10.000 dei quali sono stati uccisi mentre prestavano servizio in uniformi britanniche. Nel ricordare il loro coraggio, ricordiamo un'esperienza condivisa di irlandesi e britannici.Ricordiamo una parte britannica dell'eredità di tutti coloro che vivono in Irlanda."

## Fine dell'Emergenza
La fine dell'Emergenza non fu dichiarata fino al 1976, al tempo dei Troubles. Il 1º settembre 1976 venne approvata al Dáil una mozione "che l'emergenza nazionale creata dal conflitto armato di cui alle Risoluzioni, ai sensi del suddetto articolo, del Dáil Éireann e del Seanad Éireann del 2 settembre 1939, ha cessato di esistere". Lo scopo era consentire al governo di dichiarare una nuova emergenza, derivante dal conflitto in Irlanda del Nord.

### Annotazioni
1. ↑  Ci fu un solo voto contro la neutralità nel Dáil, da James Dillon, che sostenne che lo Stato avrebbe dovuto schierarsi con gli Alleati. Alla fine si dimise dal suo seggio al Dáil e dal Fine Gael, il principale partito di opposizione, a causa del loro sostegno alla neutralità. (Si riunì al Fine Gael nel 1953 e servì come loro leader dal 1959 al 1965.)
2. ↑  Tutti i militari alleati vennero rilasciati dall'internamento nell'ottobre 1944, mentre tutti i militari dell'Asse rimasero al Curragh. Fino al 1942 non era nemmeno un reato tecnico favorire la fuga di un internato. Le navi di superficie vennero escluse dall'accordo.[9] Un esempio di questa politica fu il rilascio nell'Irlanda del Nord di sei ufficiali, tra cui quattro generali, che si erano schiantati a Galway durante il viaggio dall'Africa il 15 gennaio 1943.[10] Hempel riferì nel novembre 1943 che solo undici dei quaranta internati alleati rimasero internati.[11]
3. ↑  Ci furono numerosi attacchi dell'IRA tra il 1935 e il 1945, inclusi dieci omicidi, per lo più tra il gennaio 1939 e il marzo 1940 (vedi Piano S). In particolare, questi includevano l'omicidio dell'ufficiale investigativo John Roche da parte di Tomás Mac Curtain a Dublino nel gennaio 1940 e di due poliziotti in agosto.[18]
4. ↑  Gli inglesi pagarono l'indennità di vitto e vestiario degli orfani, ma gli irlandesi pagarono il loro alloggio; vennero fatti anche tentativi per far pagare agli inglesi le loro cure ospedaliere, ma vennero abbandonati quando la richiesta venne "accolta sfavorevolmente" a Londra.[47]
5. ↑  Secondo il Dipartimento della Difesa irlandese, non c'erano "convenzioni internazionali che regolassero specificamente il trattamento degli internati bellicosi e di conseguenza sembra aperto agli Stati neutrali ... prescrivere condizioni di internamento in qualunque modo ritengano opportuno ". Questo è il motivo per cui gli irlandesi ritenevano di poter rilasciare i piloti britannici ma mantenere quelli tedeschi. poiché potevano riportare informazioni militarmente preziose.[59] Tuttavia, Hempel scoprì nel 1943 che gli irlandesi stavano negoziando con gli inglesi per il ritorno degli internati tedeschi.[60]
6. ↑  Nella maggior parte dei casi, ogni nave irlandese aveva la scritta "Éire" dipinta a grandi caratteri sulla fiancata e sul ponte, e sventolava la bandiera dell'Irlanda. Le navi irlandesi affondate dall'U-Boot includevano la Munster, la Kerry Head, la City of Limerick e la SS Kyleclare. La City of Bremen venne affondata da aerei tedeschi a sud-ovest di Capo Mizen il 2 giugno 1942.[64]
7. ↑  Hitler era un grande fan degli inglesi e del loro impero[68]
8. ↑  A Kilkenny nel 1945, una lettera a un giornale locale dichiarava che le riprese del cinegiornale di Belsen erano "tutta propaganda" ed erano state falsificate dagli inglesi usando indiani affamati. Sempre a Kilkenny il primo premio in un ballo in maschera andò a The Beast of Belsen.[73]

### Fonti
1. ↑   Greg Spelman, Ireland's Neutrality Policy in World War II: The Impact of Belligerent Pressures on the Implementation of Neutrality, in UCLA Historical Journal, vol. 20, 2004,  pp. 60-82. URL consultato il 16 luglio 2015 (archiviato il 15 dicembre 2019).
2. ↑   Existence of National Emergency, in Dáil Debates, vol. 77, Governo dell'Irlanda, 2 settembre 1939,  pp. No.1 p.8 cc.19–20. URL consultato il 15 luglio 2015 (archiviato il 12 gennaio 2018).
3. ↑   Emergency Powers Act, 1939, su irishstatutebook.ie, Governo dell'Irlanda, 3 settembre 1939. URL consultato il 2 novembre 2007 (archiviato dall'url originale il 4 gennaio 2015).
4. ↑   Emergency Powers (Continuance and Amendment) Act, 1945, su irishstatutebook.ie, Governo dell'Irlanda, 29 luglio 1945,  p. §4(1). URL consultato il 2 novembre 2007 (archiviato il 16 dicembre 2013).
«The Principal Act shall, unless previously terminated under subsection (2) of this section, continue in force until the 2nd day of September, 1946, and shall then expire unless the Oireachtas otherwise determines.»
5. ↑   National Emergency: Motion (Resumed), in Dáil Debates, vol. 292, Governo dell'Irlanda, 1º settembre 1976,  pp. 119-256. URL consultato il 28 marzo 2016 (archiviato il 20 settembre 2017).
«Mr. Kelly: All the 1939 emergency legislation lapsed not later than 1946.»
6. ↑   I. Gibbons, The British Labour Party and the Establishment of the Irish Free State, 1918-1924, 16 aprile 2015,  p. 107, ISBN 978-1137444080.
7. ↑  McKenna, Joseph (2016), The IRA Bombing Campaign Against Britain, 1939-40. Jefferson, NC US: McFarland & Company Publishers, pg 138
8. ↑  Girvin, pp.84ff
9. ↑  Fisk pp.176–177
10. ↑  Duggan p.184
11. ↑  Duggan p.171
12. ↑  Vedi Duggan p.180
13. ↑  Girvin, p.199
14. ↑  Girvin, p.125. Walshe sembrava essere abbastanza a suo agio con il governo in gran parte cattolico nella Francia di Vichy.
15. ↑   J.R. Hill, A New History of Ireland Volume VII: Ireland, 1921-84, Oxford University Press, 1976,  p. 151, ISBN 0199592829.
16. ↑   R.M. Douglas, Architects of the Resurrection: Ailtirí na hAiséirghe and the fascist 'New Order' in Ireland, Manchester University Press, 2009,  pp. 54–55, ISBN 978-0719079733.
17. ↑  Girvin, pp.143ff
18. 1 2  Girvin, p.76
19. ↑  Flynn, Barry, Pawns in the Game, Collins Press, Cork, 2011, pag. 94, ISBN 9781848891166
20. ↑   The Forgotten Hunger Strikes, su hungerstrikes.org. URL consultato il 5 ottobre 2020.
21. ↑   Luke Callinan, Volunteer Tony D'arcy's death on Hunger Strike, in An Phoblacht, 21 aprile 2020. URL consultato il 26 marzo 2022.
22. ↑  Flynn, pg 95.
23. ↑   The Forgotten Hunger Strikes, su hungerstrikes.org. consultato il 26 marzo 2022
24. ↑   Richard Clark, 20th century executions in the Irish Republic (Eire), su capitalpunishmentuk.org. URL consultato il 22 marzo 2022.
25. ↑  Robert Fisk, In Time of War , p. 110
26. ↑   Churchill Centre Paper (archiviato dall'url originale il 3 luglio 2010).
27. ↑  Girvin, pp. 108–109.
28. ↑   Memorandum, Walshe to de Valera da Joseph P. Walshe a Joseph P. Walshe – 21 giugno 1940 (archiviato dall'url originale il 22 febbraio 2015)., sul sito web Documents on Irish Foreign Policy
29. ↑  Girvin, pp. 124–125
30. ↑  Girvin, p. 129
31. ↑  Griven, p. 162
32. ↑  Duggan pp. 112, 132; Girvin pag. 161
33. ↑  Alla fine, probabilmente a Lough Swilly e all'estuario del Shannon piuttosto che al Trattato Porti. Girvin, pag. 175.
34. ↑  Girvin pp. 171 ff
35. ↑  Girvin p. 179
36. ↑  Evans, B. "A pint of plain is your only man". History Ireland, vol. 22 no. 5, pp. 36-38.
37. ↑  Girvin, p.182
38. ↑  Girvin pp.208 ff
39. ↑  Girvin p.287
40. ↑   Brian Barton, The Belfast Blitz: April–May 1941, in History Ireland, vol. 5, n. 3, 1997,  pp. 52-57, JSTOR 27724486.
«Due in large part to earlier ministerial neglect and prevarication, local active and passive defences were hopelessly inadequate, and the public physically and psychologically unprepared for the blitz.»
41. ↑   Claire Wills, That Neutral Island, Londra, Faber and Faber, 2007,  pp. 208-210, ISBN 978-0-571-22105-9.
42. ↑   Claire Wills, That Neutral Island, Londra, Faber and Faber, 2007,  p. 212, ISBN 978-0-571-22105-9.
43. ↑  Tim Pat Coogan de Valera ‘long fellow, short shadow’ p. 585
44. ↑  Joseph T. Carroll “Ireland in the War Years” p. 109
45. ↑  " Anglo-Irish Relations, 1939–41: A Study in Multilateral Diplomacy and Military Restraint" in Twentieth Century British History (Oxford Journals, 2005), ISSN 1477-4674 (WC · ACNP)
46. ↑  Vedi Fisk pp. 175–176
47. ↑  Fisk pp.175–176
48. ↑  vedi Duggan p.173
49. ↑   WW2 People's War — They served neither King nor Führer but humanity, su BBC. URL consultato il 30 aprile 2010 (archiviato il 20 luglio 2012).
50. ↑  vedi Duggan p.112
51. ↑  vedi Girvin p.69
52. ↑   Plaques mark secret wartime air corridor in Donegal, su Irish Independent, 19 aprile 2007. URL consultato il 4 settembre 2008 (archiviato il 7 febbraio 2009).
53. 1 2   Joe McGowan, Irish Neutrality: Sacred Cow or Pious Wish?, su Sligo Heritage, marzo 2005. URL consultato il 4 settembre 2008 (archiviato il 21 agosto 2008).
54. ↑   Ludovic Kennedy, Pursuit: The Sinking of the Bismarck, Londra, Book Club Associates, 1975,  p. 137, ISBN 0-00-634014-8.
55. ↑  Vedi Duggan, J. e John, P. Herr Hempel at the German Legation in Dublin 1937–1945 (Irish Academic Press), 2003, pag. 180, ISBN 0-7165-2746-4
56. ↑   Robert Fisk, In Time of War, Londra, Paladin, 1985,  p. 327, ISBN 0-586-08498-3.
57. ↑   T. Ryle Dwyer, Guests of the State, Dingle, Brandon Press, 1994,  pp. 83, 180–181, ISBN 0-86322-182-3.
58. 1 2  (1997, Hawley) John D Kearney and Irish Canadian relations during World War II Heather J Hawley, Università dell'Ontario occidentale
59. ↑  Duggan p.185
60. ↑  Duggan p. 171
61. ↑   Fergus d'Arcy, Ricordando i caduti in guerra, 2007, ISBN 978-0-7557-7589-7.
62. ↑   Ralph Ingersoll, Report on England, November 1940, New York, Simon and Schuster, 1940,  p. 193.
63. ↑  Duggan p.180
64. 1 2  Vedi Duggan p. 185.
65. ↑  Vedi Duggan p.112 & p.132
66. ↑  Vedi Duggan p.135.
67. ↑  Vedi Duggan pp. 131–136.
68. ↑   Operazione Sealion, su spartacus.schoolnet.co.uk. URL consultato il 13 maggio 2006 (archiviato dall'url originale il 27 aprile 2006).
69. ↑  Commento alla visita del Taoiseach Éamon de Valera alla legazione tedesca, 2 maggio 1945  National Archives of Ireland, su nationalarchives.ie (archiviato dall'url originale il 22 giugno 2007).
70. ↑  Gray, p. 233
71. ↑   Associated Press in Dublin, President sent sympathy on Hitler's death | Special reports | Guardian Unlimited, Londra, Guardian, 31 dicembre 2005. URL consultato il 30 aprile 2010.
72. ↑  "Ministro" era il titolo dell'ambasciatore statunitense. Vedi: ambasciatori degli Stati Uniti in Irlanda#Inviati
73. ↑  Fisk, Robert "In Time of War" pp. 430-431
74. ↑  Brian Girvin, 'De Valera's Diplomatic Neutrality', History Today, ' 56'(3), p.50 (2006)
75. ↑  "Nel 1942 Il rabbino Herzog avvertì De Valera che gli ebrei venivano sistematicamente sterminati nei campi di prigionia tedeschi. Il Taoiseach e il suo governo fecero sforzi per salvare vari gruppi, in particolare gruppi che includevano bambini, e portarli in Irlanda.Tra questi c'era un folto gruppo di ebrei tedeschi detenuti a Vittel, nella Francia di Vichy, che già possedeva visti per vari paesi sudamericani. De Valera, insieme ai ministri irlandesi a Berlino, a Vichy e in Vaticano, si adoperò per salvare gli ebrei di Vittel, e successivamente gruppi di italiani, olandesi, ungheresi e slovacchi ebrei, ma senza successo. In nessun caso i nazisti avrebbero permesso di lasciare che tali gruppi partissero per l'Irlanda o lasciassero l'Europa sotto gli auspici irlandesi. C'era anche l'errata convinzione che gli ebrei con visti irlandesi potessero essere imprigionati, ma non sarebbero stati inviati nei campi di sterminio, una convinzione che l'episodio di Vittel distrusse." Da Judaism: A Quarterly Journal of Jewish Life and Thought, estate 1999, The Jews of Ireland, Robert Tracy
76. ↑  Keogh, Dermot, "Jews in Twentieth-Century Ireland: Refugees, Anti-Semitism and the Holocaust", pp. 209-210. Il piano per portare i bambini tedeschi cattolici era noto come operazione Shamrock.
77. ↑  Memorandum del Dipartimento di Giustizia, Admission of One Hundred Jewish children, 28 aprile 1948.
78. ↑   Anti-semitism in Ireland (archiviato dall'url originale il 21 novembre 2007). Institute for Jewish Policy Research e American Jewish Committee
79. ↑   Nicola Anderson, Looking back ... Jewish museum offers timely window on their world, in Irish Independent, 26 gennaio 2011. URL consultato il 21 agosto 2013 (archiviato dall'url originale l'8 dicembre 2015).
80. ↑   Diarmaid Ferriter, Judging Dev, Dublino, RIA, 2007,  p. 258, ISBN 9781904890287.
«De Valera's response to Churchill's insulting broadcast at the end of the war was masterful and did much to secure his 'father figure' status.»
81. ↑   Thomas E. Hachey e Lawrence J McCaffrey, The Irish Experience Since 1800: A Concise History, 3ª ed., M. E. Sharpe, 2010,  p. 182, ISBN 978-0-7656-2511-3. URL consultato il 17 ottobre 2015 (archiviato dall'url originale il 6 maggio 2016).
82. 1 2   Liam Canny, Pariah Dogs: Deserters from the Irish Defence Forces Who Joined the British Armed Forces during 'The Emergency', in Studia Hibernica, n. 30, 1998,  pp. 231-249.
83. ↑   Ceisteanna—Questions. Oral Answers. – Army Absentees., in Dáil Éireann Debate, vol. 97, n. 6, 17 maggio 1945,  p. 13. URL consultato il 6 febbraio 2011 (archiviato dall'url originale il 21 novembre 2011).
84. 1 2   Emergency Powers (362) Order, 1945 —Motion to Annual [sic]., in Dáil Éireann Debate, vol. 98, n. 4, 18 ottobre 1945,  p. 27. URL consultato il 6 febbraio 2011 (archiviato dall'url originale il 28 ottobre 2014).
85. ↑  RTÉ News, maggio 2013: Apology and amnesty for World War II soldiers who were branded deserters Archiviato l'8 aprile 2015 in Internet Archive.
86. ↑   Brian Girvin e Geoffrey Roberts, The Forgotten Volunteers of World War II, in History Ireland, vol. 6, n. 1, History Publications Ltd, 1998,  p. 51. URL consultato il 7 febbraio 2011 (archiviato dall'url originale il 15 marzo 2011).
87. ↑   National Emergency: Motion (Resumed), su Dáil Debates, Governo dell'Irlanda. URL consultato il 26 aprile 2022.